# Tetrops mongolicus
Tetrops mongolicus là một loài bọ cánh cứng trong họ Cerambycidae.